# Garner Holt Productions
Garner Holt Productions est une entreprise américaine spécialisée dans la conception et fabrications d'animatroniques pour les parcs de loisirs, musées et centres commerciaux.

## Histoire
L'histoire de cette société est intimement liée à celle de son créateur, Garner L. Holt, passionné de robotique et marqué après avoir vu quelques années plus tôt l'animatronique d'Abraham Lincoln exposé à Disneyland dans l'attraction Great Moments with Mr. Lincoln. Il construit son premier robot en 1976 pour un projet de classe. Ce dernier prend la forme de l'oncle Sam,.
Garner Holt continue la création de petites figures animées d'oiseaux et d'autres créations pour des maisons hantées. Il fonde sa société en 1977 à San Bernardino, en Californie. Il est alors âgé de 16 ans et va encore au lycée.
Garner Holt Productions présente en 1988 un animatronique sur monocycle qui le fait connaitre dans le domaine. Elle rentre notamment en contact avec Disneyland pour qui elle travaille en 2001 sur l'intégration du personnage de Jack Skellington pour la version hivernale de Haunted Mansion à Disneyland. Elle continue à développer de nombreux projets pour des prestataires prestigieux comme Disney ou Universal dans le monde entier.
La société trouve aujourd'hui de nouvelles applications avec ses animatroniques comme avec l'Infantry Immersion Trainer du Camp Pendelton, en Californie qui permet l'entrainement de soldats en les confrontant à des figures animées capables de réagir de changer d'expression faciales en fonction de la situation,.
Garner Holt Productions est aujourd'hui l'une des principales entreprises du secteur. Elle compte plus de 400 animatroniques créés pour les parcs Disney.

## Réalisations remarquables

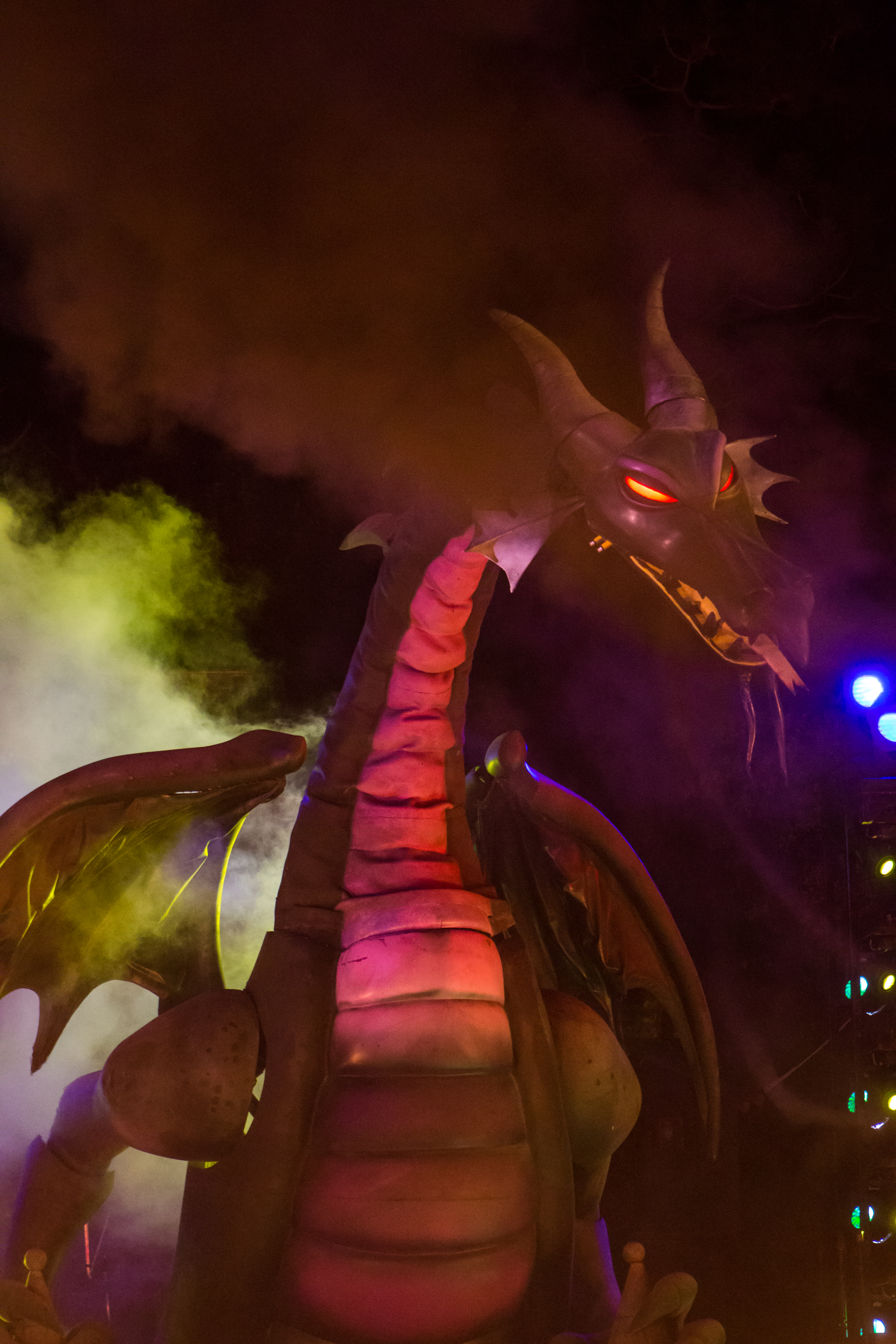
Dragon du spectacle Fantasmic!

- Création de personnages pour les bûches de MGM Grand Adventures Theme Park à Las Vegas en 1993[7]
- Animatroniques de Ice Age Adventure à Movie Park Germany en 1996
- Création d'un cheval de Troie pour le Caesars Palace de Las Vegas en 1997[8]
- Création de 450 animatroniques représentant la mascotte de la chaîne de restaurant Chuck E. Cheese en 1998[9]
- Création d'animatroniques (dont celui de Jack Skellington) pour la version "Holiday" de Haunted Mansion à Disneyland en 2001.
- Figure géante d'un dragon animé, cracheur de feu pour le spectacle Fantasmic! à Disneyland en 2009
- Figures et animatroniques pour The Little Mermaid: Ariel's Undersea Adventure en 2011
- Animatroniques pour Radiator Springs Racers à Disney California Adventure (États-Unis) en 2012
- Animatroniques de Mystic Manor à Hong Kong Disneyland (Chine) en 2013
- Automates de Timber Mountain Log Ride à Knott's Berry Farm (États-Unis) en 2014[10]
- Animatroniques de Gustave Hoogmoed dans Baron 1898 à Efteling (Pays-Bas) en 2015
- Réhabilitation de Calico Mine Ride à Knott's Berry Farm (États-Unis) en 2015
- Animatroniques de Symbolica à Efteling (Pays-Bas) en 2017[11]